# Subbarrio (Puerto Rico)
Un subbarrio (en inglés Subminor Civil Division o subMCD) es una entidad administrativa del estado libre asociado de Puerto Rico, legalmente definida como una subdivisión de algunas de las divisiones civiles menores de Puerto Rico (en inglés MCD) denominadas pueblo-barrio y barrio, y son de ámbito estatal. Los límites de los subbarrios fueron actualizados en 2010 por la Junta de Planificación de Puerto Rico. Los 145 subbarrios listados son utilizados por la Oficina del Censo de los Estados Unidos para realizar el censo de Puerto Rico.
La información sobre los límites de cada subbarrio se basan en el formato de vector geoespacial Shapefile.